# Бейшан
Бейшан (на китайски: 北山; на пинин: Běishān) е планина в Централна Азия, в Северозападен Китай, в автономните региони Синдзян-Уйгурски Вътрешна Монголия и провинция Гансу, югоизточно продължение на планинската система на Тяншан. Простира се на около 700 km по паралела между падините на езерата Лобнор на запад и река Жошуй (Жуошуей, Едзин Гол) на изток. Ширината ѝ е около 250 km. Най-високата точка е връх Мадзуншан със своите 2791 m. Състои се от редица, предимно ниски силно разрушени от изветрянето блокови масиви и хребети, изградени основно от древни метаморфни и кристалинни скали, и разделящите ги междупланински понижения, запълнени с кайнозойски грубо обработени седименти. Силно разпространено е еоличното изветряне. Климатът е умерен, извънредно сух. Валежите са оскъдни, 40 – 80 mm годишно, а повърхностни води практически няма. Често явление са пясъчните бури. В понижените места временно се задържа предимно засолена вода. Преобладават ландшафтите на каменистите пустини. В районите, където подпочвените води са по̀ на плитко, се появяват ливадни солончаци и дребни храсталаци.